# プリドー・ジョン・セルビー
プリドー・ジョン・セルビー（Prideaux John Selby、1788年7月23日 – 1867年3月27日）は、イギリスの富豪、鳥類学者、植物学者、博物画家である。『イギリスの鳥類図譜』（Illustrations of British ornithology）などで知られる。

## 生涯
ノーサンバーランド州のアニックにイギリスの富豪の家系セルビー家に生まれた。1840年頃にビール（Beal）の屋敷と£14000 に相当する土地を相続することになる。オクスフォード大学のユニバーシティ・カレッジで学んだ。自ら集めた標本の絵を描き、初めて実物大でイギリスの鳥類を手彩色版画で描いた『イギリスの鳥類図譜』（1821年–1834年）で知られる。貴族で博物学者のウィリアム・ジャーディンと博物学の著書に協力した。1835年のジャーディンの出版した『ナチュラリスト・ライブラリー』の鳩やオウムの巻に寄稿した。動物学植物学雑誌（Magazine of Zoology and Botany）の編集もしばしば行った。セルビーの死後、セルビーのコレクションは1885年に売却され、分散した。アンドリュー・スミスが南アフリカで収集しセルビーが入手したコレクションはケンブリッジ大学の動物学博物館に保存されている。

## 『イギリスの鳥類図譜』の図版

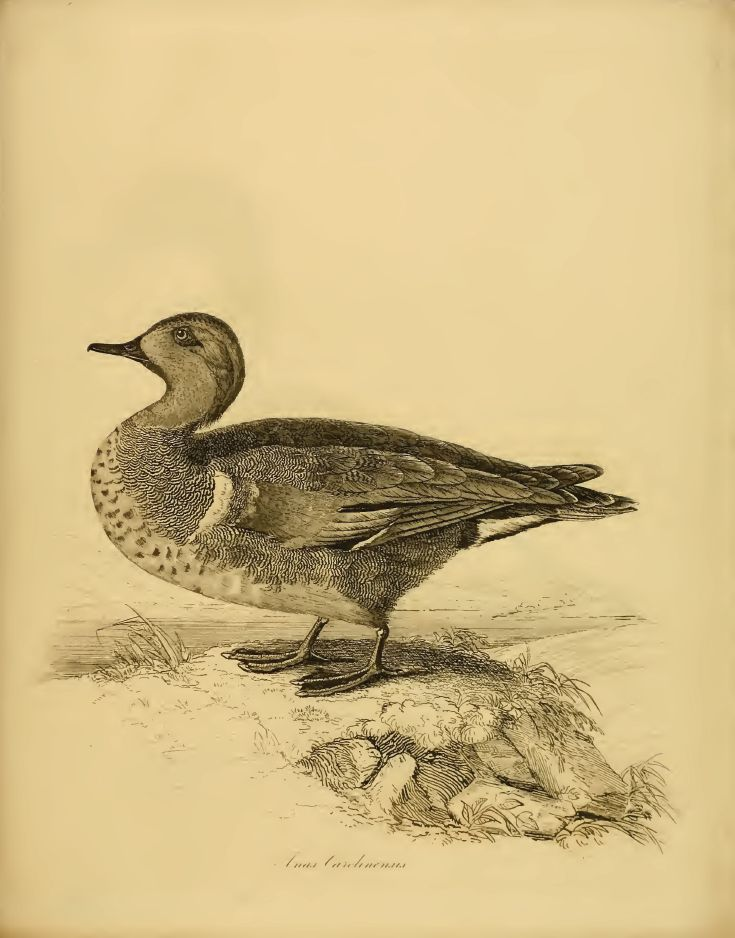
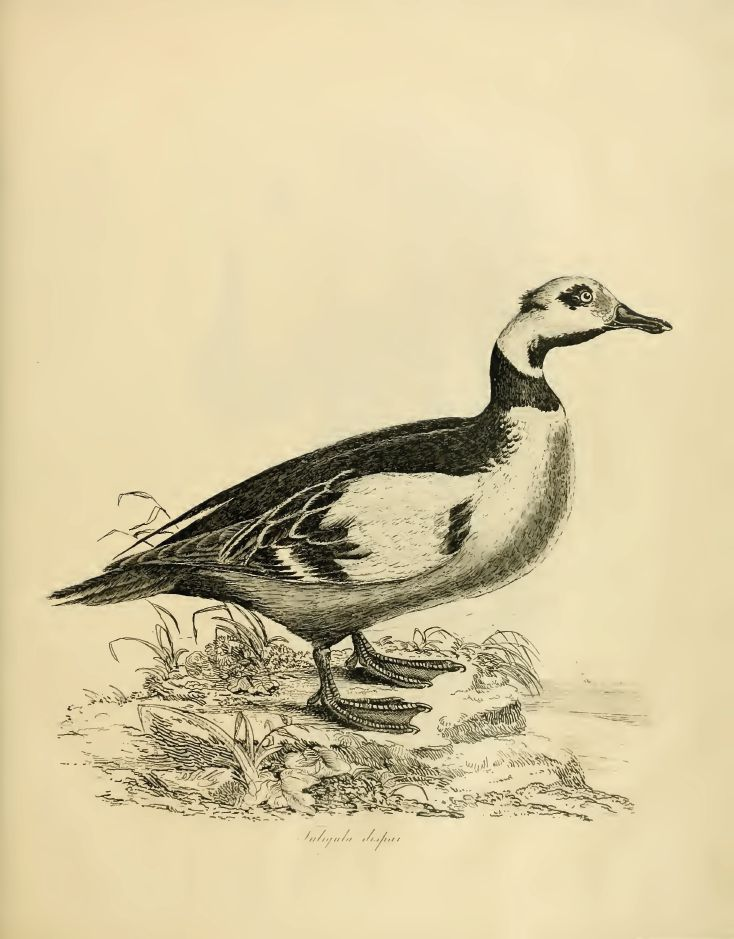
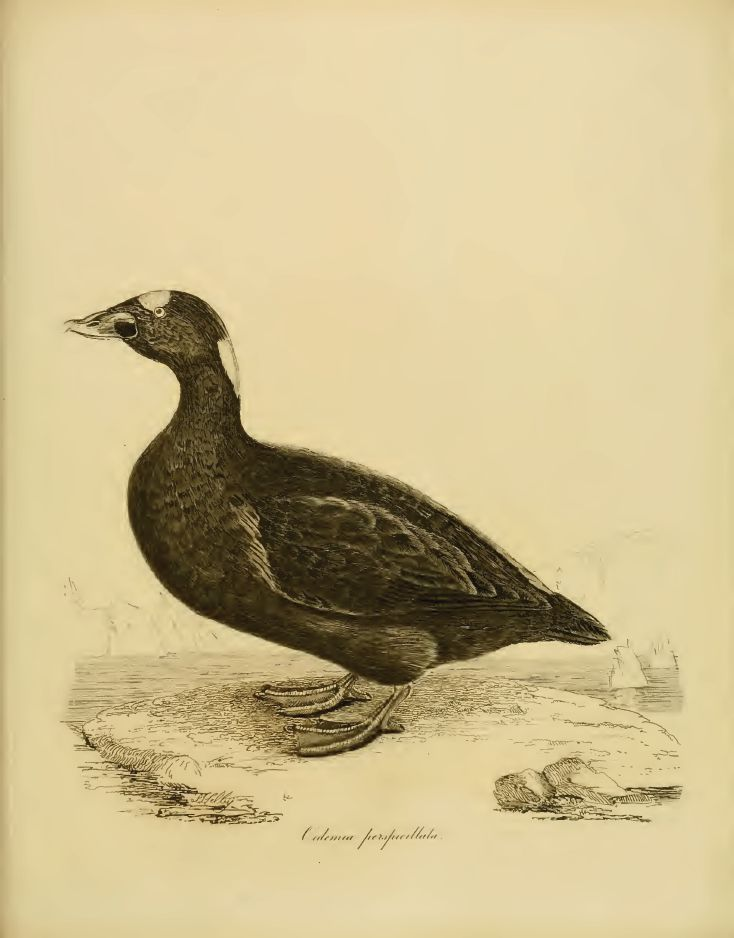
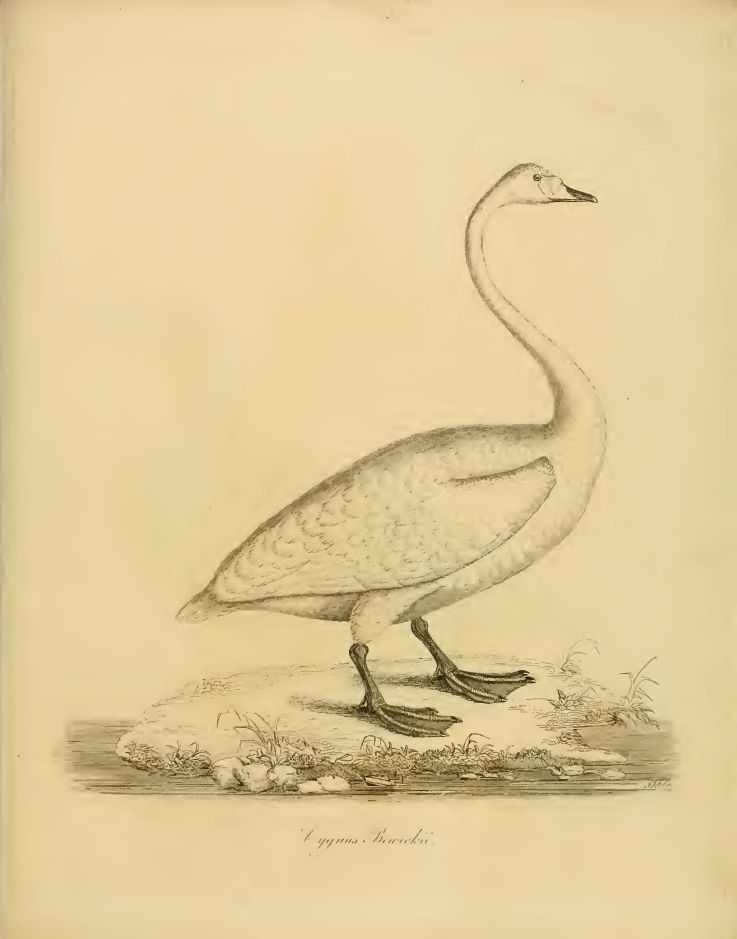
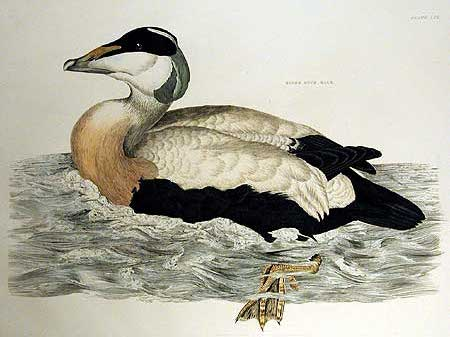